# Terrorisme en France

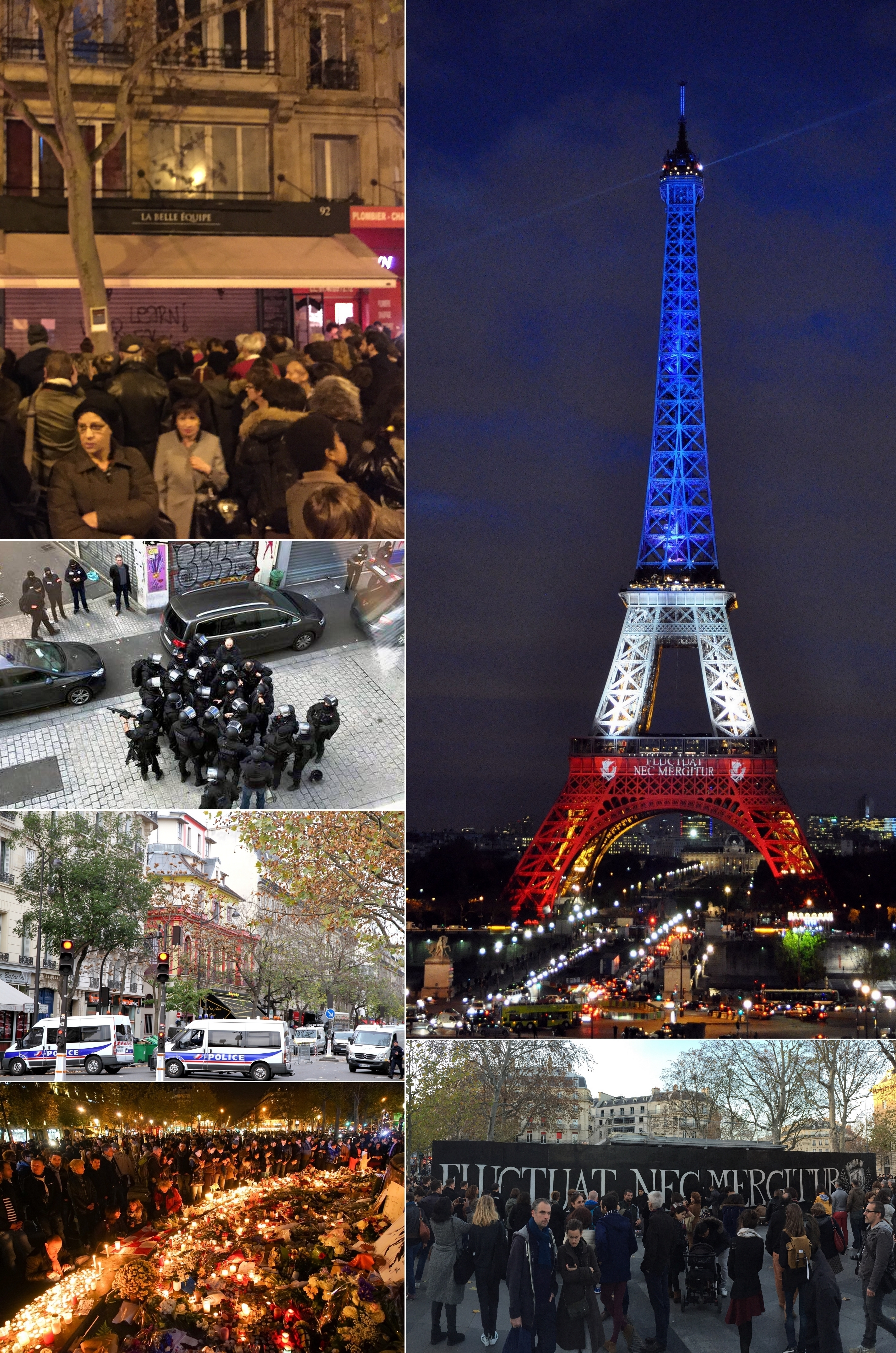
Images concernant les attentats du 13 novembre 2015 en France, les plus meurtriers jamais réalisés dans le pays.

Le terrorisme en France prend la forme de différents actes violents perpétrés sur le territoire national français ou à l'étranger contre des citoyens français. Il présente des spécificités liées à l'histoire et la situation politique françaises, et a conduit à la création d'une législation particulière et d'un ensemble de moyens de lutte antiterroriste.

## Généralités
La définition française du terrorisme est plus large que les définitions internationalement admises. Le débat public sur le terrorisme et les différentes rhétoriques qui s'y déroulent se sont particulièrement développées au début du XXe siècle.
Selon le rapport Europol 2010 sur le risque terroriste dans l’Union Européenne, sur 611 interpellations de terroristes effectuées, 219 (soit 35 %) sont dues à la France.
Contrairement à une idée répandue, la majorité de ces 219 arrestations ne concernent pas des islamistes (94 arrestations dont 14 cas ont fini devant les tribunaux français) mais des séparatistes (en premier l'ETA).
Depuis les années 2000, le plus grand nombre de victimes d'actes terroristes est lié au terrorisme islamiste avec 263 morts français entre 2000 et 2018. Dans la nuit du vendredi 13 novembre 2015, une suite de plusieurs attentats entraînent la mort de 130 personnes à Paris et à Saint-Denis, ce qui en fait l’attentat le plus meurtrier en France depuis 1945. L'attentat de Nice du 14 juillet 2016 est quant à lui le plus meurtrier commis par un seul individu, avec 86 morts.

## Historique du terrorisme en France

### DuXIXesiècleà 1945
Sous le Consulat, le 24 décembre 1800 (3 nivôse de l'an IX) survient l'attentat de la rue Saint-Nicaise, conjuration royaliste pour assassiner Napoléon Bonaparte, alors Premier Consul. 22 personnes périrent mais Bonaparte en réchappa.
Au XIXe siècle, les actes terroristes sont majoritairement dus à des motivations politiques et touchent généralement des personnalités. Voici quelques exemples :
| Date             | Lieu  | Cible               | Méthode    | Victimes              | Revendication     | Motivation          | Commentaire                                                                                      |
| ---------------- | ----- | ------------------- | ---------- | --------------------- | ----------------- | ------------------- | ------------------------------------------------------------------------------------------------ |
| 24 décembre 1800 | Paris | Napoléon Bonaparte  | Bombe      | 22 morts              | Militants chouans | Royalisme           |                                                                                                  |
| 28 juillet 1835  | Paris | Louis-Philippe      | Bombe      | 19 morts, 42 blessés  | Giuseppe Fieschi  | Républicanisme      | L'auteur est sans motivation politique mais agit pour le compte de la Société des amis du peuple |
| 14 janvier 1858  | Paris | Napoléon III        | Bombe      | 12 morts, 144 blessés | Felice Orsini     | Patriotisme italien |                                                                                                  |
| 9 décembre 1893  | Paris | Chambre des députés | Bombe      | 50 blessés            | Auguste Vaillant  | Anarchisme          | pour venger Ravachol                                                                             |
| 24 juin 1894     | Lyon  | Sadi Carnot         | Assassinat | 1 mort (Sadi Carnot)  | Jeronimo Caserio  | Anarchisme          | entraîne le vote des Lois scélérates                                                             |

Les actes de résistance des Français sur le sol français contre l'occupation militaire du IIIe Reich étaient considérés comme des actes terroristes par l'administration et la propagande des forces d'occupations[réf. souhaitée].

### Depuis 1945

#### Attentats en métropole en lien avec la guerre d'Algérie
La guerre d'Algérie vit, outre des combats et des attentats en Algérie, des affrontements et des actes terroristes en métropole, dont une guerre civile entre mouvements nationalistes algériens.
Le 25 août 1958 débute une vague d'attentats sur l'ensemble du territoire métropolitain contre des postes de police, des casernes, des dépôts de carburants et autres intérêts économiques. Les attentats du mois d'août font 17 morts parmi les policiers, 6 parmi les militaires.
Les affrontements entre le Front de libération nationale et le Mouvement national algérien causèrent en France, selon les chiffres officiels entre le 1er janvier 1956 et le 23 janvier 1962, 10 223 victimes dont 3 957 tués,.

#### Terrorisme d'extrême droite

##### À partir de la guerre d'Algérie
Dans le contexte de la guerre d'Algérie, la France est secouée par des attentats imputables à l'Organisation armée secrète (OAS). Celle-ci est responsable de l’attentat du 18 juin 1961, une bombe posée sous le train Strasbourg-Paris à hauteur de Vitry-le-François le fait dérailler (28 morts).
D'abord motivé par les événements algériens (OAS, Commando Delta), ce terrorisme produit après la fin de la guerre d'Algérie des attentats anti-immigrés et antigauchistes[réf. nécessaire] principalement. Ainsi, peu après les ratonnades de 1973, ces vagues d'attentats furent marqués par l'attentat revendiqué par le Groupe Charles-Martel contre le consulat algérien à Marseille qui fit 4 morts et une vingtaine de blessés. Ce groupe revendiqua d'autres attentats anti-algériens, dont un contre un commissariat à Aubervilliers en avril 1980 et un autre contre un lieu de culte musulman à Romans en mai 1982.
Un terrorisme plus militant, dirigé contre les États-Unis et l'URSS, était, dans les années 1970, le fait de groupes solidaristes tel le Groupe action jeunesse[réf. nécessaire].

##### À partir des années 2010
Les projets terroristes venus des franges extrêmes de la droite, aux motivations identitaires, sont de plus en plus fréquents en France depuis 2017.
Il peut s'agir de projets terroristes individuels, comme celui de Guillaume M., un militant ultranationaliste interpellé le 28 juin 2017, qui avait prévu d'assassiner le Président de la République française Emmanuel Macron puis de « tuer plusieurs personnes de chaque communauté minoritaire, c'est-à-dire musulmans, juifs, noirs, homosexuels et francs-maçons ».
Le risque d'acte terroriste mené par des groupes d'extrême droite n'est toutefois pas écarté. En effet, dans les années 2010 en France deux groupuscules se réclamant héritiers de l'OAS ont été démantelés. Et y compris sans filiation avec les groupes terroristes historiques comme l'OAS ou le Club Charles-Martel, d'autres groupes d'ultradroite se sont constitués et ont parfois été démantelés. Ainsi, le 24 juin 2018, une dizaine d'individus d'ultradroite du groupuscule Action des forces opérationnelles soupçonnés d'avoir planifié des attaques contre des musulmans sont interpellés en région parisienne, Corse, Gironde, Vienne et Charente. Une vingtaine d'armes à feu sont saisies et un laboratoire clandestin d'explosifs artisanaux est démantelé. La cellule aurait souhaité se venger d'attaques islamistes en ciblant des islamistes radicalisés, mais ils entendaient aussi attaquer des femmes musulmanes au hasard dans la rue. L'enquête montrera qu'ils voulaient également assassiner le rappeur Médine et qu'ils avaient prévu d'empoisonner de la nourriture halal dans les supermarchés afin de tuer au hasard. L'affaire rebondira en septembre 2019, lorsque le no 2 de l'Ambassade de France au Salvador sera arrêté et mis-en-examen car soupçonné d'être un membre actif de l'AFO,. En tout, 14 membres de l'AFO seront arrêtés,. Ou encore, lorsque quatre sympathisants de l'ultradroite, dans un groupe surnommé Les Barjols en référence au nom d'une page Facebook que leur chef présumé tenait, surveillés par la DGSI depuis le 31 octobre sont arrêtés le 6 novembre 2018, sont mis en examen le 10 novembre 2018 pour "association de malfaiteurs criminelle terroriste" et "détention non autorisée d'armes de catégorie B en relation avec une entreprise terroriste", dans l'enquête sur le projet d'action violente visant Emmanuel Macron. Ils avaient prévu d'attaquer au couteau le président de la République le 7 novembre 2018, durant la période des commémorations du 11-Novembre à Charleville-Mézières.

#### Terrorisme d'extrême gauche
Dans les années 1970 et 1980, la France, l'Europe (en particulier l'Italie et la Belgique) et l'OTAN sont exposées à des attentats de groupes d'extrême gauche, appartenant au mouvement autonome et de structures clandestines issus du maoïsme entre autres. La France subit les attentats d'Action directe de 1979 à 1987, marqués par les assassinats de l'ingénieur-général René Audran en 1985 et du PDG de Renault Georges Besse en 1986. Action directe vise également les forces de l'ordre, tuant plusieurs gendarmes et policiers lors d'attentats ou de braquages. L'Attentat du Drugstore Publicis avait été le premier attentat en France métropolitaine postérieur à la Guerre d'Algérie (15 septembre 1974). Des actions revendiqués par des groupes anarchistes ont également lieu[source insuffisante].
En 2008 un groupe suspecté d'avoir saboté plusieurs lignes de TGV dans toute la France, occasionnant une paralysie du trafic, est interpelé, dont Julien Coupat, c'est l'affaire de Tarnac. La qualification de « terrorisme » fait l'objet de polémiques dans cette affaire, tandis qu'à part Coupat, tous les prévenus sont progressivement libérés après plusieurs mois de détention. Coupat a été libéré fin mai 2009 et est relaxé en 2018. En janvier 2017, la Cour de cassation écarte la qualification de terrorisme. L'affaire de Tarnac est considérée comme un fiasco pour la justice,.
Depuis 2017, une vague d'incendie criminels s'est déroulée en Isère contre des cibles institutionnelles ou des entreprises privées (cf article sur la vague d'incendies criminels à Grenoble). La plupart de ces faits ont été revendiqués par la mouvance anarchiste d'extrême-gauche. En janvier 2020, le Procureur de la République de Grenoble demandait au Parquet national anti-terroriste de se saisir de ces faits qui étaient considérés selon lui comme des "attentats terroristes". Le PNAT ne donnait pas suite à cette requête, estimant que "ces faits n’entraient pas dans le cadre d’une entreprise terroriste".
Le 8 décembre 2020, neuf individus âgés de 30 à 36 ans soupçonnés d'avoir projeté une action violente contre les forces de l'ordre et des militaires étaient interpellés dans toute la France par la DGSI dans ce qui est appelé l'affaire du 8 décembre 2020. Tous étaient proches de la mouvance dite d'"ultragauche". Lors des perquisitions, les enquêteurs retrouvaient des armes, des munitions ainsi que des substances rentrant dans la composition d'explosifs. A l'issue des gardes à vue le 11 décembre 2020, sept suspects ont été présentés à un juge antiterroriste puis mis en examen pour « association de malfaiteurs terroriste criminelle ». Cinq militants ont été placés en détention provisoire, tandis que deux autres ont été mis sous contrôle judiciaire,. Cette affaire relance le débat sur un possible retour du terrorisme d'extrême gauche en France,. Au début du procès, Le Monde évoque « l’impression d’une volonté de construire une menace terroriste d’ultra gauche » et « si menace il y a, elle va en déclinant plutôt qu’en se radicalisant », avec des charges maigres, un groupe sans nom, des prévenus dont la plupart ne se connaissent pas et aucun passage à l'acte imminent envisagé. Leurs avocats dénoncent un procès politique,.
Le 3 juin 2022, un individu proche de l'ultragauche suspecté de vouloir commettre des attentats était mis en examen pour des faits de « transport et fabrication de produits ou engins explosifs en lien avec une entreprise terroriste » par le parquet national anti-terroriste. Cette mise en examen fait suite à la découverte en Haute-Savoie de plusieurs fûts contenants des produits chimiques ou toxiques susceptibles d'entrer dans la composition d'explosifs.

##### Attentats perpétrés contre des intérêts français
Depuis 2008, divers groupes anarchistes grecs d'extrême gauche dont la Conspiration des cellules de feu sont suspectés d'avoir commis plusieurs attentats contre des intérêts français.
- Le 4 décembre 2008, un engin incendiaire artisanal était envoyé à l'Agence France Presse d'Athènes[28].
- En novembre 2010, un colis piégé adressé au Président français Nicolas Sarkozy était intercepté par la police grecque aux mains de deux anarchistes grecs[29]. Un second colis adressé à l'ambassade de France était intercepté quelques jours plus tard lors de son arrivée dans l'enceinte[30].
- Le 10 novembre 2016, une attaque à la grenade était commise contre l'ambassade de France à Athènes (un policier grec blessé)[31].
- Le 27 février 2017, l'École Française d'Athènes et l'Institut français de Grèce faisaient l'objet de deux incendies volontaires causant des dégâts matériels dans l'enceinte des bâtiments[32].
- Le 16 mars 2017, un colis piégé explosait au siège du FMI à Paris. Cet acte, qualifié "d'attentat" par le Président François Hollande, blessait une personne aux mains et au visage[33].

#### Terrorisme islamiste
Après une première série d'attentats au milieu des années 1990, la France est, selon une étude internationale publiée en juin 2017, le pays le plus touché par les attentats djihadistes commis en Europe et aux États-Unis depuis la proclamation du « califat » de l'État islamique, le 29 juin 2014.

##### Attentats perpétrés en France ou contre des intérêts français
Les attentats de 1995 font partie d’une série d’attaques du GIA, qui débute avec l’assassinat de cinq Français à Alger en août 1994 puis la prise d'otages du vol 8969 Air France, en décembre 1994.
En 1996, le Gang de Roubaix, constitué de convertis à un islam radical fréquentant la mosquée Da'Wa de la rue Archimède à Roubaix, tente après une série de braquages sanglants, un attentat à la voiture piégée qui échoue. Ses auteurs sont arrêtés peu de temps après.
Eric Denécé évalue à 102 morts le nombre de victimes françaises du terrorisme islamiste entre 2001 et le 5 mai 2015. Les tueries de mars 2012 à Toulouse et Montauban font un total de 8 morts dont l'agresseur. Le 25 mai 2013, un soldat français (Cédric Cordier) est poignardé à la Défense.
Les attentats de janvier 2015 à Paris et dans sa région (au siège de Charlie Hebdo, à Montrouge, à Dammartin-en-Goële et la prise d'otages du magasin Hyper Cacher de la porte de Vincennes) font un total de 17 morts, séparément de celles qui s'ensuivent des trois terroristes. l'État islamique et Al-Qaïda sont responsables de ces attentats de janvier 2015.
Le 19 avril 2015 Sid Ahmed Ghlam assassine Aurélie Châtelain à Villejuif et se blesse avant de pouvoir attaquer plusieurs églises.
L'attentat de Saint-Quentin-Fallavier est perpétré par Yassin Salhi le 26 juin 2015 dans l'usine de production de gaz industriels Air Products située à Saint-Quentin-Fallavier dans l'Isère. Le bilan est d'un mort, Hervé Cornara, assassiné avant l’attaque proprement dite, et de deux employés blessés lors de l'explosion ; Yassin Salhi est arrêté sur place. Il se suicide en prison le soir du 22 décembre 2015, à 21 h 15.
Lors des attentats du 13 novembre 2015 en France, deux kamikazes font détoner leur ceinture d'explosifs au Stade de France, faisant une victime ; en même temps, diverses fusillades à la Kalachnikov visent des restaurants situés dans le 10e et 11e arrondissements de Paris, suivies d'une nouvelle fusillade puis d'une prise d'otages au Bataclan faisant 89 morts et qui prend fin avec l'assaut des forces de l'ordre et la mort des trois terroristes impliqués. Au total, le bilan s'élève à 130 morts et 415 blessés. Les attentats seront revendiqués par l'État islamique. Tous les terroristes sont abattus par les forces de l'ordre ou meurent dans ce qui sont les premiers attentats suicides en France, sauf Salah Abdeslam qui sera capturé 4 mois plus tard en Belgique.
Le 13 juin 2016, un terroriste, Larossi Abballa (Français d'origine marocaine), ayant fait allégeance à l'État islamique perpètre un double assassinat sur des fonctionnaires de police, un commandant et sa compagne, agent administratif, par arme blanche, à leur domicile. Le bilan est de deux morts et l'assassin est abattu lors de l'assaut du RAID. Le couple laisse un jeune enfant.
Le père Jacques Hamel est égorgé le mardi 26 juillet 2016 lors de l'attentat de l'église de Saint-Étienne-du-Rouvray, ses deux assassins sont abattus par la police alors qu'ils sortaient avec des otages. l'État islamique revendique l'attentat quelque heure après.
Le 19 juin 2017 un homme fonce à l'aide d'une voiture-bélier piégée sur un fourgon de gendarmes sur l'avenue des Champs-Élysées, l'assaillant décède quelques secondes après l'impact, aucun blessé n'est à déplorer dans cette attaque. La tentative d'attentat est revendiquée par le groupe terroriste État islamique le 13 juillet 2017.

##### Projets d'attentats déjoués
Plusieurs projets d'attentats sont déjoués en 2015, notamment contre des églises et des bases militaires. Le plus spectaculaire est l'attentat du train Thalys le 21 août 2015 où Ayoub El Khazzani est arrêté dans sa tentative par un Français et des militaires américains en permission. Le ministre de l'intérieur Bernard Cazeneuve annonce que onze attentats ont été déjoués en 2015.
En 2016, de nombreux projets sont également déjoués dans le pays. Le plus médiatisé est une tentative d'attentat de la cathédrale Notre-Dame de Paris par des femmes en septembre 2016. Au total de l'année 2016, 17 attentats ont été déjoués.
En France, la région parisienne, la région Rhône-Alpes et l'agglomération Roubaix-Tourcoing sont considérées comme des "viviers du terrorisme islamiste" selon Claude Moniquet, codirecteur de l'European strategic Intelligence and Security Center. En France, environ 5 000 personnes font l'objet d'une fiche "S" (Sûreté de l'État) et la majorité des terroristes de la seconde vague d'attentats qui ont touché la France étaient fichés "S" eux aussi.
L'année 2017 marque également de nombreux projets déjoués dans l'ensemble du pays.

##### Actes revendiqués sans lien établi avec une organisation terroriste
Certains attentats attribués ou revendiqués par la mouvance terroriste islamiste suscitent les interrogations des enquêteurs quant à la réalité des liens entre assaillants et organisations revendicatrices. Depuis l'attentat du 14 juillet 2016 à Nice en effet, les revendications ne sont plus accompagnées de « preuves » (testament, vidéo…), contrairement aux pratiques des deux années précédentes. De ce fait, enquêteurs et observateurs s'interrogent sur la nature potentiellement opportuniste de certaines revendications.
L’attentat du 8 mai 2002 à Karachi fut dans un premier temps attribué à Al-Qaida. Depuis 2009, les juges soupçonnent un lien avec des commissions versées dans le cadre d’un contrat d’armement.
Lors de l'attentat du 14 juillet 2016 à Nice, Mohamed Lahouaiej Bouhlel fonce délibérément sur la promenade des Anglais à Nice, au volant d'un poids lourd de 19 tonnes avec lequel il écrase de nombreux passants qui regardaient la fin du feu d'artifice lors de la fête nationale française. L'attentat fait 86 morts et 434 blessés, dont de nombreux enfants. Le terroriste est abattu par la police à bord de son véhicule. l'État islamique revendique l'attentat deux jours après. Cet attentat est la première action revendiquée par les djihadistes de l'EI sans qu’ils apportent la moindre preuve pouvant corroborer leurs dires.
Le 20 avril 2017 sur l'avenue des Champs-Élysées à Paris, un homme armé d'une kalachnikov tire sur un fourgon de police, tuant le conducteur, Xavier Jugelé, et blessant deux autres policiers avant d'être abattu. Une passante est également touchée. l'État islamique revendique l'attentat 2 heures après. L'enquête n'a pas pu établir de lien entre l’auteur de l’assassinat et l’EI.
Le 1er octobre 2017, une attaque au couteau est commis à la gare Saint-Charles de Marseille, deux passantes sont tuées. L'assaillant est abattu par des militaires de l'opération Sentinelle. L'État islamique revendique l'attentat, là non plus sans fournir de preuve de l'existence d'un lien avec l'assaillant.

## Conflits régionaux

### Le conflit basque: ETA, GAL et BVE
À la fin des années cinquante, le nationalisme basque jusque-là non violent et proche de la démocratique chrétienne est débordé par des éléments beaucoup plus radicaux, inspirés par les théories marxistes puis maoïstes qui affirment leur volonté d'obtenir par « la lutte armée » l'indépendance du Pays basque. En 1959, ces derniers décident de créer une nouvelle organisation, l'ETA. Ils se livrent à des attentats essentiellement en Espagne, mais le quart sud-ouest de la France est largement utilisé comme base arrière par l'organisation terroriste. Quelques attentats de l'ETA ont été signalés en France, comme le meurtre de deux gardes civils espagnols à Capbreton en 2007.
L'assassinat de Pierre Goldman en 1979, revendiqué par Honneur de la Police, groupe inconnu, a sans doute été organisé par une organisation précédant les Groupes antiterroristes de libération (GAL), dirigés par Madrid, comme le Batallón Vasco Español.
Le Pays basque français a été plus généralement marqué dans les années 1980 par les attentats du mouvement Iparretarrak. Entre 2006 et 2009, divers attentats ont été perpétrés par l'organisation Irrintzi, qui a été depuis démantelée.
Cependant, l'ETA a annoncé l'arrêt de ses activités en 2011.

### Nationalisme breton
Des années 1970 au début des années 2000, la Bretagne a connu une série d'attentats terroristes perpétrés par une organisation clandestine, l'ARB, limités à des dégâts matériels.

### Nationalisme corse
Le terrorisme lié au mouvement nationaliste corse est un phénomène récurrent, particulièrement des années 1970 aux années 2000. Les attentats à l'explosif et mitraillages étaient quasi-quotidiens de 1975 à 2007, bien que tous n'aient pas eu un but politique.
Le mouvement clandestin le plus structuré est le FLNC, scindé aujourd'hui en plusieurs branches, dont une liste des actions terroristes est présentée dans l'article Liste des actions terroristes attribuées ou revendiquées par le FLNC. Si la plupart des attentats, perpétrés en pleine nuit, ont pour cibles des biens matériels, plusieurs assassinats ont cependant été commis. L'État fut attaqué de diverses manières, en particulier en 1998 avec l'assassinat de Claude Érignac, préfet, à Ajaccio.
Depuis la fin des années 2000, le nombre d'attentats a très fortement diminué.

### Indépendantisme aux Caraïbes
Entre 1981 et 1987, la Guyane, la Martinique et la Guadeloupe ont subi les attentats de l'Alliance Révolutionnaire caraïbe, du Groupe du 22 mai 1848, de Yich Telga et du Groupe de Libération armée. On dénombre entre 200 et 250 d'attentats, voire plus, causant plusieurs morts et des dégâts matériels.

### Indépendantisme néo-calédonien
Dans les années 1980, la Nouvelle-Calédonie était dans une situation quasi-insurrectionnelle avec des affrontements meurtriers entre groupes Canaques et caldoches. L'événement le plus retentissant fut la prise d'otages d'Ouvéa en 1988.

## Conflits internationaux ayant eu des répercussions en France

### Terrorisme antisémite
- Le 3 octobre 1980, un attentat à la bombe fait 4 morts et 46 blessés dans l'attentat de la rue Copernic à Paris.
- Le 9 août 1982, éclate l'attentat de la rue des Rosiers à Paris. Elle fait 6 morts et 22 blessés.
- Le 7 septembre 1995, une voiture piégée explose, à quinze mètres de l'une des entrées de l'école juive Nah'alat Moché, à Villeurbanne commis par le terroriste islamiste Khaled Kelkal.
- Lors des tueries de 2012 à Toulouse, le terroriste islamiste Mohammed Merah tue trois enfants et un enseignant (dont une petite fille qu'il poursuit jusque dans l'établissement pour l'exécuter d'une balle dans la tête).
- Lors des tueries de janvier 2015, le terroriste islamiste Amedy Coulibaly prend en otage 15 personnes dans une épicerie casher Porte de Vincennes et en tue quatre. Il fut également tué lors de l'assaut du RAID.

### Terrorisme palestinien et Hezbollah
Dans les années 1970-1980, la France est la cible d'actions terroristes palestiniennes principalement, par les groupes d'Abou Nidal avec Carlos. Des groupes liés au Hezbollah réalisent également des attentats.

### Guerre civile en Algérie
Après l'annulation par les militaires des élections de 1991, remportées par le Front islamique du salut (FIS), l'Algérie s'est enlisée dans une guerre civile marquée par une violence extrême et de nombreux attentats.
Du fait des relations proches entre la France et l'Algérie, ce conflit s'est exporté sur le territoire français, officiellement via le Groupe islamique armé (GIA). Les principaux actes terroristes officiellement attribués à ces groupes sur le territoire français sont le détournement du vol AF 8969 en 1994, les attentats de 1995 en France, dont celui du RER B à la station Saint-Michel, ainsi que celui du RER B à la station Port-Royal en 1996.

### Terrorisme arménien
Le 24 octobre 1975 : assassinat par les Commandos des justiciers du génocide arménien (CJGA) de l'ambassadeur de Turquie en France, İsmail Erez, et de son chauffeur, Talip Yener, à Paris.
Le 4 mars 1981 : assassinat par l'Armée secrète arménienne de libération de l'Arménie (ASALA) de deux diplomates turcs à Paris : Reşat Morali, attaché aux Affaires du Travail, et Tecelli Ari, conseiller aux Affaires religieuses.
Le 15 juillet 1983, une bombe explose à l'aéroport d'Orly, placée par l'ASALA, une organisation arménienne, laïque, qui fait huit morts. De 1975 à 1984, l'ASALA a été responsable de 57 « incidents terroristes » en France, dont 45 ont eu lieu après 1980 (dont la prise du consulat turc à Paris en 1981).

### Terrorisme libyen
L’attentat contre le vol 772 UTA au-dessus du Niger en 1989 a fait 170 morts dont 54 Congolais, 54 Français, 7 Américains et 4 Britanniques. La Libye n’a pas admis sa responsabilité mais a accepté en 2004 de verser 170 millions de dollars aux familles des victimes (attentat qui a eu lieu après le vol 103 Pan Am de 1988).

### Terrorisme islamiste
Depuis les attentats du 11 septembre 2001, la France doit faire face, comme d'autres pays, à une menace plus diffuse qui n'émane plus d'États bien identifiés. Les attentats les plus récents sont généralement revendiqués par l'État islamique. Durant les années 2010, la France a subi des attentats particulièrement meurtriers comme l'attentat contre le journal Charlie Hebdo (12 morts et onze blessés), les attentats de masse de novembre 2015 (130 morts et 413 blessés dont 99 grièvement) et l'attentat du 14 juillet 2016 à Nice (86 morts et 458 blessés).

## Prévention et répression

### Coopération internationale
Les efforts de lutte contre le terrorisme ont amené les pays cibles à coordonner leurs actions, que ce soit de manière bilatérale ou multilatérale. Si de tels efforts remontent à la fin du XIXe siècle (Conférence internationale de Rome pour la défense sociale contre les anarchistes de 1898), ils ont été renforcés d'abord avec la création d'Interpol, puis avec une série de groupes informels à partir des années 1970 (TREVI, Club de Berne, etc.), qui ont précédé la création d'Europol et la coopération policière et judiciaire en matière pénale menée dans le cadre du Traité de Maastricht.
En Europe a été créé le SITCEN, ou Situation Center, en 2005, chargé d'analyser la menace commune contre l'Europe.

### Législation
Les lois de 1893 et 1894 visent à réprimer le mouvement anarchiste.
Après la suppression de la cour de sûreté de l'État en 1981, le terrorisme est traité par les juridictions de droit commun. Puis, confrontée plusieurs fois à des vagues de terrorisme, la France a fait évoluer sa législation, à travers les lois de 1986, 1996 et 2006,.
Ces dernières années, la législation est renforcée régulièrement avec notamment la loi du 14 mars 2011 d'orientation et de programmation pour la performance de la sécurité intérieure « LOPPSI 2 », la loi relative au renseignement de 2015, la loi renforçant la lutte contre le crime organisé, le terrorisme et leur financement, et améliorant l'efficacité et les garanties de la procédure pénale en 2016. Entre novembre 2015 et novembre 2017, l’état d'urgence est appliqué, des dispositions proches mais plus cadrée de celui-ci sont transférées dans le droit commun avec la loi renforçant la sécurité intérieure et la lutte contre le terrorisme en 2017 et la loi relative à la prévention d'actes de terrorisme et au renseignement en 2021.
Une des particularités du droit français en matière de terrorisme est le délit d’ « association de malfaiteurs en relation avec une entreprise terroriste ». Selon les magistrats, celle-ci permet de démanteler les réseaux avant qu’ils n’aient commis un attentat.
D’autres règles de la procédure pénale sont adaptées comme :
- la prolongation de la garde à vue ;
- les perquisitions et saisies facilitées ;
- une cour d’assises constituée de magistrats professionnels[61].

Ces dispositions sont parfois critiquées par des défenseurs des droits de l’homme,.

### Magistrats spécialisés

Le tribunal de Paris.

Depuis la loi du 9 septembre 1986, qui fait suite aux attentats de cette même année, les dossiers sont centralisés par des magistrats parisiens. Les articles 706-17 et suivants du code de procédure pénale prévoient en effet que le procureur de la République, le juge d’instruction et les juridictions de jugement de la capitale disposent en matière de terrorisme d’une compétence concurrente de celle qui résulte des règles de droit commun. Il ne s’agit pas de déposséder les juridictions territorialement compétentes mais plutôt d’offrir une compétence supplémentaire spécialisée.
Un service central de lutte anti-terroriste est créé le 15 octobre 1986 au sein du parquet de Paris, dirigé par Alain Marsaud, plus communément appelé « quatorzième section », qui a été intégrée à la troisième division du parquet de Paris. Rebaptisé en 1999 « section A6 », le service porte désormais le nom de « section C1 ». En mai 2015, neuf magistrats ont en charge 157 enquêtes, dont 94 concernant l’islamisme radical. En 2019, cette section spécialisée est remplacée par le parquet national antiterroriste.
De même neuf juges d’instruction parisiens constituent le « pôle anti-terroriste » de ce tribunal, surnommé la « galerie Saint-Éloi », du nom du lieu de son implantation au sein du Palais de justice de Paris. En mai 2015, 218 informations judiciaires y sont ouvertes, dont 112 concernaient le contentieux de l’islam radical.
Les juges suivants occupent ou ont occupé ce pôle :
- Jean-Louis Bruguière (1986-2008[64]),
- Gilles Boulouque (1986-1990)[65],
- Roger Le Loire (1990-1995)[réf. nécessaire],
- Laurence Le Vert (1990-2016[66]),
- Jean-François Ricard (1995[67]-2006),
- Gilbert Thiel (1995-2014)[68],
- Marie-Antoinette Houyvet (nommée en 2003[69])[source insuffisante],
- Marc Trévidic (2006-2015)[70],
- Yves Jannier (2008[64]- 2012)[source insuffisante],
- Philippe Coirre[réf. nécessaire]
- Thierry Fragnoli (depuis 2005)[réf. nécessaire],
- Nathalie Poux[71],[72][source insuffisante],
- Christophe Teissier[73],[72][source insuffisante],
- David Benichou[74][source insuffisante],
- Jeanne Duyé[75][source insuffisante],
- Béatrice Brugère (2009-2011)[76],
- Jean-Marc Herbaut (2015-)[72],
- David de Pas (2015-2022)[72],[77],
- Isabelle Cousi[72].

### Planification de vigilance
Le plan Vigipirate fut créé en 1981 et sa dernière version date de 2003. Il dispose d’un niveau (jaune, orange, rouge, écarlates) arrêté par le Premier ministre. Il est accompagné de plans spécifiques : Piratox, Biotox, Piratome, Piranet, Piratair-Intrusair, Pirate-mer et Pirate-ext.
L’opération Sentinelle est une opération de l’armée française déployée au lendemain des attentats des 7, 8 et 9 janvier 2015, pour faire face à la menace terroriste et protéger les « points » sensibles du territoire. Elle est renforcée lors des attaques du 13 novembre 2015 en Île-de-France.

### Services de police spécialisés

Siège de la DGSI, de l’UCLAT et de la SDAT à Levallois-Perret.

La police judiciaire est particulièrement compétente dans ces affaires, centralisées à la 6e division de la direction centrale de la police judiciaire (DCPJ) (créée en 1986), qui devint par la suite la division nationale antiterroriste (DNAT) puis la sous-direction anti-terroriste (SDAT).
La direction générale de la Sécurité intérieure (DGSI), créée en 2008, est à la fois un service de renseignement et de police judiciaire. Des unités militaires sont également impliquées comme la gendarmerie et la direction générale de la Sécurité extérieure (DGSE). L’unité de coordination de la lutte antiterroriste (UCLAT), créée en 1984, est rattachée à la Direction générale de la police nationale et composé de représentants de ces services.
Le Schéma national d'intervention des forces de sécurité (SNI) est un dispositif du ministère de l'Intérieur en vigueur depuis 2016 visant à organiser la réponse des unités d'intervention de la Police nationale et de la Gendarmerie nationale face aux attaques terroristes sur le territoire national.

## Soutiens aux victimes

### Associations
Il existe des associations de victimes du terrorisme. Leurs buts sont d'obtenir des poursuites judiciaires contre les auteurs d'attentats et leurs réseaux de soutien, ainsi que d'obtenir une indemnisation des victimes d'actes de terrorisme. On peut citer la création en 1986 par Françoise Rudetzki de l'association SOS Attentats, aujourd'hui dissoute et l'Association française des victimes du terrorisme (AfVT), membre du Réseau européen des victimes du Terrorisme, qui a pris la relève.